# RasMol
RasMol — компьютерная программа, предназначенная для визуализации 
молекул и используемая преимущественно для изучения и получения изображений 
пространственных структур биологических макромолекул,
в первую очередь белков и нуклеиновых кислот.
Первая версия программы RasMol была создана Роджером Сэйлом в начале 90-х годов.
Начиная с версий серии 2.7, RasMol распространяется по двойной лицензии 
(GPL или RASLIC).
Тем самым, RasMol (наряду с Jmol и PyMOL) — одна из немногих программ 
визуализации молекул с открытым кодом.
Исходными данными для визуализации служат координаты атомов молекулы (или комплекса молекул), содержащиеся в файле формата Protein Data Bank (PDB). Файлы с координатами атомов могут быть скопированы с одного из сайтов PDB (см. Worldwide Protein Data Bank).
RasMol продолжает активно использоваться молекулярными биологами и биоинформатиками. Благодаря простой и логичной структуре пользовательского интерфейса, программа проста для освоения. Система команд, разработанная для программы ("язык" RasMol'а) используется в других программах, например, в Jmol. Последняя постепенно вытесняет RasMol, поскольку почти столь же проста в освоении, охватывает всю функциональность RasMol и обладает некоторыми дополнительными возможностями.